# Xã Marion, Quận Livingston, Michigan
Xã Marion (tiếng Anh: Marion Township) là một xã thuộc quận Livingston, tiểu bang Michigan, Hoa Kỳ. Năm 2010, dân số của xã này là 9.996 người.